# Takuro Kikuoka
Takuro Kikuoka (født 30. juni 1985) er en japansk fodboldspiller, som spiller for den japanske fodboldklub SC Sagamihara.